# Les Six

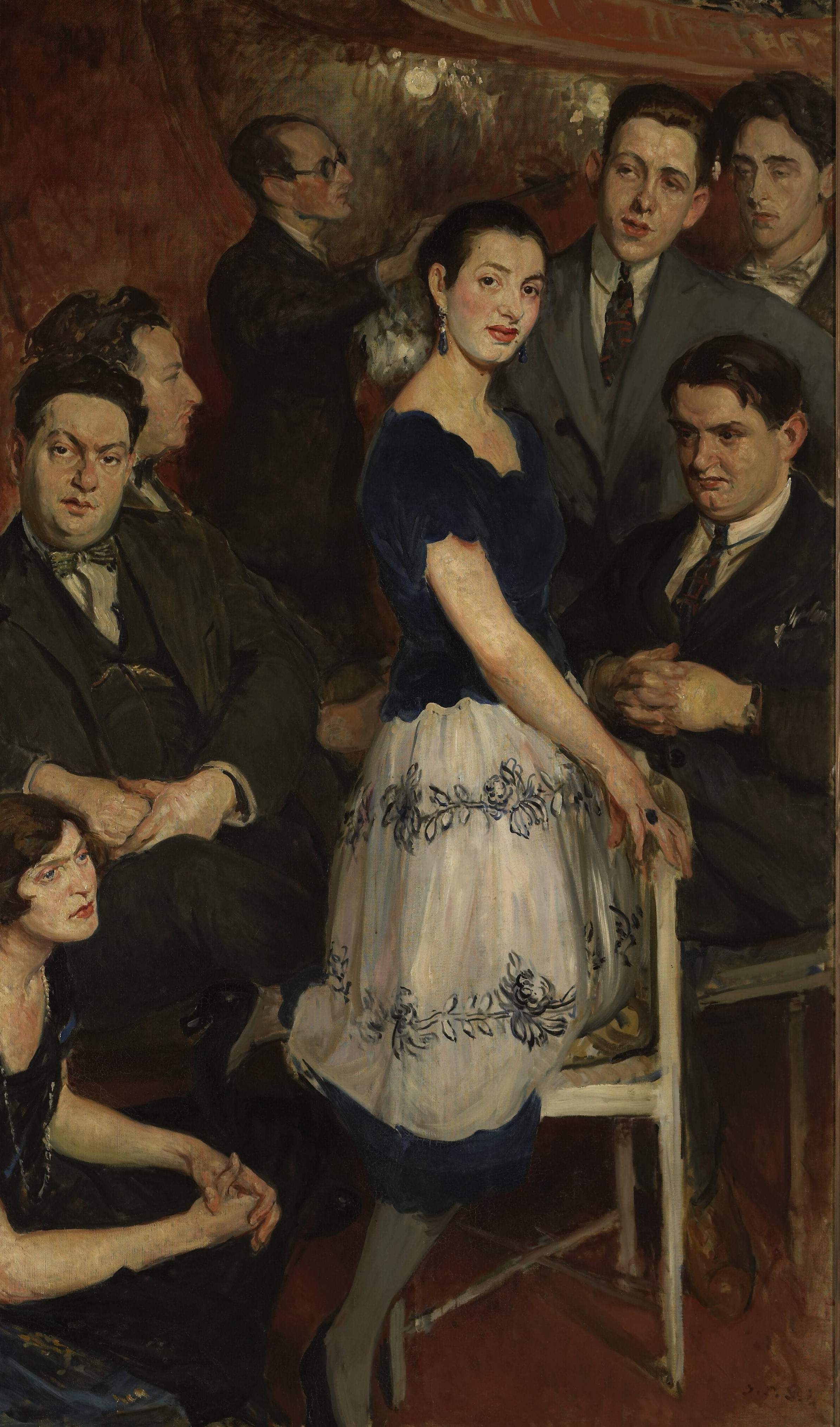
Le Groupe des six målad 1922 av Jacques-Émile Blanche. I denna målning av åtta personer är endast fem av Les Six avporträtterade: Louis Durey var inte närvarande. I mitten ses pianisten Marcelle Meyer. Till vänster nerifrån och upp: Germaine Tailleferre, Darius Milhaud, Arthur Honegger, Jean Wiener. Till höger står Francis Poulenc och Jean Cocteau; och sitter Georges Auric.

"Les Six" (De sex), var en grupp bestående av sex tonsättare (fem från Frankrike och en från Schweiz) verksamma i Montparnasse i Paris: Georges Auric (1899–1983), Louis Durey (1888–1979), Arthur Honegger (1892–1955), Darius Milhaud (1892–1974), Francis Poulenc (1899–1963) och Germaine Tailleferre (1892–1983). Den tämligen kortlivade tonsättargruppens gemensamma mål var att göra upp med den förhärskande impressionismen och senromantiken. Sinsemellan företrädde de sex tonsättarna dock ganska olika stilriktningar. Namnet på gruppen myntades av kritikern Henri Collet i tidskriften Comœdia i januari 1920. Gruppens aktiviteter bestod bland annat i en konsertserie och gemensamma möten. Gruppen var nära associerad med författaren Jean Cocteau. Cocteau initierade gruppens enda gemensamma verk, balettpantomimen Les Mariés de la tour Eiffel (Brudparet i Eiffeltornet) som skrevs 1921 för Svenska baletten till ett scenario av Cocteau – men det var inte hela gruppen som medverkade; Durey ställde sig till Cocteaus stora besvikelse utanför.
Namnet Les Six var ett sätt att visa sig som ett alternativ till De fem – eller som den också kallades Nyryska skolan.

## Les noveaux jeunes
År 1917, när många teatrar och konserthus var stängda på grund av första världskriget, bestämde sig Blaise Cendrars och målaren Moïse Kisling för att sätta upp konserter på 6 rue Huyghens, målaren Émile Lejeunes (1885–1964) ateljé. Till den första av dessa händelser dekorerades ateljéns väggar med dukar av Picasso, Matisse, Léger, Modigliani och andra. Musik av Erik Satie, Honegger, Auric och Durey spelades. Denna konsert gav Satie idén att samla en grupp tonsättare kring sig själv som skulle bli kända som Les nouveaux jeunes, föregångare till Les Six.

## Les Six
Enligt Milhaud:
[Collet] valde sex namn helt godtyckligt, Auric, Durey, Honegger, Poulenc, Tailleferre och jag helt enkelt för att vi kände varandra och vi var kompisar och medverkade i samma musikprogram, oavsett om våra temperament och personligheter inte alls var likadana! Auric och Poulenc följde Cocteaus idéer, Honegger följde den tyska romantiken och jag själv medelhavslyriken! — Ivry 1996
Och enligt Poulenc:
Mångfalden i vår musik, i vår smak och våra avsmaker, uteslöt varje gemensam estetik. Vad kan vara mer annorlunda än Honeggers och Aurics musik? Milhaud beundrade Magnard, det gjorde inte jag; ingen av oss gillade Florent Schmitt, som Honegger respekterade; Arthur [Honegger] å andra sidan hyste ett djupt rotat förakt för Satie, som Auric, Milhaud och jag avgudade. — Citerad i Mark Amory, Lord Berners: The Last Eccentric, 1998, kap.
Men det är bara en tolkning av hur Groupe des Six uppstod. Andra författare, som Ornella Volta, betonade Jean Cocteaus manövrer för att bli ledare för en avantgardistisk grupp som ägnade sig åt musik, som de kubistiska och surrealistiska grupper som hade vuxit fram inom bildkonst och litteratur kort dessförinnan, med Pablo Picasso, Guillaume Apollinaire och André Breton som dess viktigaste representanter. Det faktum att Satie hade övergett Nouveaux jeunes mindre än ett år efter att ha startat gruppen var den "gåva från himlen" som gjorde att det hela gick i uppfyllelse för Cocteau: hans publikation från 1918, Le Coq et l'Arlequin, sägs ha startat det.
Efter första världskriget började Jean Cocteau och Les Six att besöka en bar som kallades "La Gaya" som blev Le Bœuf sur le Toit (Oxen på taket) när etablissemanget flyttade till större lokaler. Eftersom Milhauds berömda balett hade tillkommit i de gamla lokalerna, fick den nya baren namnet Milhauds balett. På den omdöpta barens öppningskväll spelade pianisten Jean Wiéner låtar av George Gershwin och Vincent Youmans medan Cocteau och Milhaud spelade slagverk. Bland de närvarande fanns impressarion Sergej Diaghilev, konstnären Pablo Picasso, filmskaparen René Clair, sångerskan Jane Bastori och skådespelaren och sångaren Maurice Chevalier. En annan frekvent gäst var den unge amerikanske tonsättaren Virgil Thomson, vars kompositioner under de följande åren influerades av medlemmar i Les Six.

## Samarbeten
Även om gruppen inte existerade för att arbeta med kompositioner tillsammans, fanns det sex tillfällen, spridda över 36 år, då åtminstone några medlemmar i gruppen arbetade tillsammans på samma projekt. Endast vid ett av dessa tillfällen var hela Groupe des Six inblandad; I några andra har även tonsättare utanför gruppen medverkat.
Auric och Poulenc var inblandade i alla sex av dessa samarbeten, Milhaud i fem, Honegger och Tailleferre i tre, men Durey i bara ett.

### 1920:L'Album des Six
År 1920 gav gruppen ut ett album med pianostycken tillsammans, känt som L'Album des Six. Detta var det enda verk där alla sex tonsättare samarbetade.
1. Prélude (1919) – Auric
2. Romance sans paroles, Op. 21 (1919) – Durey
3. Sarabande, H 26 (1920) – Honegger
4. Mazurka (1914) – Milhaud
5. Valse in C, FP 17 (1919) – Poulenc
6. Pastorale, Enjoué (1919) – Tailleferre

### 1921:Les Mariés de la tour Eiffel
År 1921 komponerade fem av medlemmarna tillsammans musiken till Cocteaus balett Les Mariés de la tour Eiffel, som producerades av Ballets suédois, rivalen till Ballets Russes. Cocteau hade ursprungligen föreslagit projektet för Auric, men eftersom Auric inte blev klar tillräckligt snabbt för att passa in i repetitionsschemat, delade han upp arbetet mellan de andra medlemmarna i Les Six. Durey, som inte befann sig i Paris vid tillfället, valde att inte delta. Uruppförandet ägde rum i samband med en offentlig skandal som kunde mäta sig med Våroffer 1913. Trots detta fanns Les Mariés de la tour Eiffel på Suédois-balettens repertoar under hela 1920-talet.
1. Overture (14 juli) – Auric
2. Marche nuptiale – Milhaud
3. Discours du General (Polka) – Poulenc
4. La Baigneuse de Trouville – Poulenc
5. La Fugue du Massacre – Milhaud
6. La Valse des Depeches – Tailleferre
7. Marche funèbre – Honegger
8. Quadrille – Tailleferre
9. Ritournelles – Auric
10. Sortie de la Noce – Milhaud

### 1927:L'Éventail de Jeanne
År 1927 komponerade Auric, Milhaud och Poulenc, tillsammans med sju andra kompositörer som inte var med i Les Six, tillsammans barnbaletten L'Éventail de Jeanne.
1. Fanfare – Maurice Ravel
2. Marche – Pierre-Octave Ferroud
3. Valse – Jacques Ibert
4. Canarie – Alexis Roland-Manuel
5. Bourrée – Marcel Delannoy
6. Sarabande – Albert Roussel
7. Polka – Milhaud
8. Pastourelle – Poulenc
9. Rondeau – Auric
10. Final: Kermesse-Valse – Florent Schmitt

### 1949:Mouvements du coeur
År 1949 skrev Auric, Milhaud och Poulenc, tillsammans med tre andra tonsättare Mouvements du coeur: Un hommage à la mémoire de Frédéric Chopin, 1849–1949, en svit sånger för baryton eller bas och piano till text av Louise Lévêque de Vilmorin till minne av hundraårsminnet av Frédéric Chopins död.
1. Prélude – Henri Sauguet
2. Mazurka – Poulenc
3. Valse – Auric
4. Scherzo impromptu – Jean Françaix
5. Étude – Léo Preger
6. Ballade nocturne – Milhaud
7. Postlude: Polonaise – Henri Sauguet

### 1952:La Guirlande de Campra
1952 samarbetade Auric, Honegger, Poulenc, Tailleferre och tre andra tonsättare i orkesterverket La Guirlande de Campra.
1. Toccata – Honegger
2. Sarabande et farandole – Jean-Yves Daniel-Lesur
3. Canarie – Alexis Roland-Manuel
4. Sarabande – Tailleferre
5. Matelote provençale – Poulenc
6. Variation – Henri Sauguet
7. Écossaise – Auric

### 1956: Variations sur le nom de Marguerite Long
År 1956 skapade Auric, Milhaud, Poulenc och fem andra tonsättare en orkestersvit till pianisten Marguerite Longs ära, kallad Variations sur le nom de Marguerite Long.
1. Hymne solennel – Jean Françaix
2. Variations en forme de Berceuse pour Marguerite Long – Henri Sauguet
3. La Couronne de Marguerites ("The Crown of Daisies"), Valse en forme de rondo – Milhaud
4. Nocturne – Jean Rivier
5. Sérénades – Henri Dutilleux
6. Intermezzo – Jean-Yves Daniel-Lesur
7. Bucolique, FP. 160[12] – Poulenc
8. ML (Allegro: Finale) – Auric

## Musik i urval av enskilda medlemmar iLes Six
- Salade av Milhaud; uruppförd 1924 i en uppsättning av Greve Etienne de Beaumont
- La Nouvelle Cythère av Tailleferre; skriven 1929 för Ballets Russes och ouppförd på grund av Djagilevs plötsliga död
- Cinq bagatelles av Auric
- Les Biches, balett (1922/23) av Poulenc
- Le Bal Masqué, sekulär kantat till dikter av Max Jacob (baryton, ensemble) (1932) av Poulenc
- Scaramouche av Milhaud
- Le Bœuf sur le toit av Milhaud
- Sonat för soloviolin av Honegger
- Danse de la chèvre (Getens dans) för soloflöjt av Honegger
- Sonate champêtre för oboe, klarinett, fagott och piano av Tailleferre